# Божуков, Валентин Михайлович
Валентин Михайлович Божуков (21 августа 1933, Москва — 12 декабря 2024, Москва) — советский и российский альпинист, парапланерист, параальпинист.
Занимался альпинизмом с 1953 года, являлся самым пожилым альпинистом России (2011). Мастер спорта международного класса (1971), жетон «Снежный барс» № 3 (покоритель семитысячников СССР), золотая медаль чемпионата СССР 1971 года. Участник экспедиций Игоря Ерохина 1958 и 1960 годов. Окончил МАИ, работал в ГосНИИАС, где наряду с авиамоделизмом увлёкся парапланеризмом, участвовал в разработке управляемых парапланов — роботов. Стоял у истоков парапланеризма в СССР, совершил несколько сотен полётов с парапланом, в том числе с советских пиков-семитысячников — пика Ленина (7134 м), пика Корженевской (7105 м), пика Коммунизма (7495 м). С 2003 года участвовал в восхождениях на Эверест.
Погиб 12 декабря 2024 года в возрасте 91 года, сорвавшись со склона, во время восхождения на Эльбрус.